# Доменико дела Ровере
Доменико дела Ровере (на италиански: Domenico della Rovere; * 1442, Виново, Савойско херцогство; † 22 април 1501, Рим, Папска държава) от рода Дела Ровере е италиански кардинал и епископ, меценат.

## Произход
Той е син на Джовани дела Ровере, граф на Виново, и на съпругата му Анна дел Поцо, и брат на Кристофоро дела Ровере, кардинал и архиепископ.

## Биография
Възползва се от папската практика на непотизъм, за да се издигне в кариерата си. От 1473 г. нататък става част от кръга на папските бенефициенти, също поради фамилията, която споделя с папата.
На 10 февруари 1478 г. е направен кардинал от папа Сикст IV и му е присъдена кардиналската титла „Св. св. Витали, Валерия, Гервазий и Протазий“, която по-малко от година по-късно заменя с тази на Св. Климент. На 11 февруари е избран за архиепископ на Тарантез, наследявайки брат си, кардинал Кристофоро. През август е назначен за епископ на Монтефиасконе и Корнето – длъжност, която заема до смъртта си. 
През 1480 г. започва строежа на римския си дворец, по-късно наречен Палацо дей Пенитенджери в Борго, вероятно проектиран от Бачо Понтели, по който работи и Пинтурикио.
На 19 юли 1482 г. е преместен в Женевската епархия, която обаче разменя на 24 юли с тогавашния епископ на Торино Йоан III, като по този начин става епископ на Торино – титла, която споделя с други, които вече е придобил, като например каноник на Лозана и Ивреа, приор на манастира „Сант'Андреа“ в Торино, почетен абат на Сан Кристофоро ди Верчели, на абатство Фрутуария в Сан Бениньо, на Сан Мауро ди Пулчерада и на манастира Амброне, както и тази на епископ на Монтефиасконе и Корнето. Той поема владението на епархията на 3 ноември 1483 г. с тържествена литургия, на която, както свидетелстват хрониките, присъстват херцог Карл I Савойски, съпругата му Бианка Монфератска и Лудвиг Савойски, чичото на херцога.
Сред първите дела на епископа е създаването на колегиална църква в Салуцо – град, който по това време е подчинен на диоцеза на Торино, въпреки че е управляван от маркизите Васто. Лудвиг II от Салуцо вече е отправил това искане, но официалното противопоставяне на херцог Карл е блокирало въпроса, който е решен на 16 февруари 1482 г., когато епископ дела Ровере, в качеството си на папски делегат, издига канонично църквата, създавайки, по волята на папа Сикст IV, колегиална църква също в Ревело .
След смъртта на Сикст IV през 1484 г. Доменико дела Ровере отива в Рим за конклава, оставяйки Гулиелмо Кача, архидяконът на катедралата, за свой заместник в епархията. И след избирането на папа Инокентий VIII епископът остава в Рим, където се среща с Шарлота Лузинян-Кипърска, чийто племенник е херцогът на Савоя Карл I. 
В Рим, в Борго, на площад „Скосакавали“, той построява резиденцията си (сега на Виа дела Кончилиационе ), смятана за един от най-красивите дворци на Римския Ренесанс. По време на отсъствието му от епархията викарият Кача умира на 25 октомври 1486 г. и е заменен от Джовани Громис, архидякон на Ивреа. Доменико дела Ровере по това време продължава да пребивава в Рим, което го кара да реши да назначи един от най-верните си помощници, племенника си Джовани Лудовико дела Ровере.
По негово изрично желание, през 1490 г. започва разрушаването на стария комплекс на Торинската катедрала, за да се издигне нова и по-подходяща църква, която да отговаря на името Дуомо. Разходите за строителство са поети до голяма степен от самия епископ, който от Рим изпраща големи сандъци, пълни със сребро, в Торино, заедно с проекта за сградата. Той построява нова елегантна резиденция в ренесансов стил във Виново, която става castrum novus на града, за разлика от старата, която не е нищо повече от укрепен замък.
Вече в напреднала възраст, той не вижда завършването на работите по Торинската катедрала, тъй като умира през 1501 г., след като прави публично завещание, в което сочи брат си Мартино дела Ровере за свой наследник. Тялото му първоначално е погребано в параклиса на сцената на Рождество Христово, който самият той е издигнал в Санта Мария дел Пополо в Рим. Впоследствие тленните му останки са пренесени в криптата на Торинската катедрала.